# 佛罗里达蚓蜥
佛罗里达蚓蜥（学名：Rhineura floridana）分布于美国佛罗里达州和佐治亚州南部。长18－30厘米，喜好栖息在沙土地和腐殖质丰富的土壤中。